# (35719) 1999 FY34
1999 FY34 (asteroide 35719) é um asteroide da cintura principal. Possui uma excentricidade de 0.05617540 e uma inclinação de 7.23278º.
Este asteroide foi descoberto no dia 19 de março de 1999 por LINEAR em Socorro.